# Lena Hellman
Brita Lena Hellman, född 21 april 1946 i Bromma, död 26 oktober 1996 i Engelbrekts församling i Stockholm, var en svensk filmfotograf, regissör och dokumentärfilmare.
Hellman var Sveriges Televisions första kvinnliga filmfotograf. Efter att ha arbetat heltid många år på SVT övergick hon i början av 1980-talet till en deltidstjänst och gjorde som frilans flera uppmärksammade dokumentärer. Hennes mest kända film, Lumpen, hade biopremiär 1986. 
Hellman avled 1996 och en minnesfond som tillkom efter hennes död utdelar årligen ett stipendium till en dokumentärfilmare. Hon är begravd på Skogskyrkogården i Stockholm.

## Filmografi

### Regi
- 1982 Dom flesta går hit för killarnas skull
- 1982 Laget
- 1985 Olle Ohlsson silvermålarn
- 1986 – Lumpen
- 1988 Epoxy, kärlek & rock
- 1993 Killjakten
- 1994 Ingen har berättat

### Foto (urval)
- 1985 Heta linjen, regi Solveig Nordlund
- 1986 Anne-Marie alkoholist?, regi Birgitta Öhman
- 1988 Vem har sagt att allt ska vara lätt...? , regi Antonia Carnerud

### Fotnoter
1. ↑  IMDb-ID: nm0375482, läst: 14 september 2023.[källa från Wikidata]
2. ↑  ”Lena Hellman”. Svensk Filmdatabas. http://sfi.se/sv/svensk-filmdatabas/Item/?type=PERSON&itemid=110061. Läst 19 maj 2013.

### Webbkällor
- Lena Hellmans Minnesfond
- Lena Hellman på Svensk Filmdatabas
- Hellman, Brita Lena på SvenskaGravar.se